# Abies ziyuanensis
Abies ziyuanensis L.K.Fu & S.L.Mo è un raro (meno di 2000 esemplari maturi stimati) albero della famiglia delle Pinaceae, endemico di 4 località separate ubicate in Cina, una nella contea del Rongshui Xian nel nord-est dello Guangxi (Yuanbao Shan) e 3 nel sud-ovest dello Hunan (Ziyuan Xian, Xingni, Chenbu).

## Etimologia
Il nome generico Abies, utilizzato già dai latini, potrebbe, secondo un'interpretazione etimologica, derivare dalla parola greca ἄβιος = longevo. Il nome specifico ziyuanensis fa riferimento alla contea della Cina dove venne rinvenuta (Ziyuan Xian).

## Descrizione

### Portamento
Albero alto fino a 30 m, con unico tronco colonnare che può raggiungere i 0,9 m di diametro, e rami che si diramano orizzontalmente; i virgulti sono robusti, inizialmente color giallo chiaro o marrone-giallastro, poi nero-marrone intorno al quarto anno di età, allorché diventano solcati in superficie.

### Foglie
Le foglie sono aghiformi, di forma lineare, lunghe fino a 15-35 mm, con punta dentellata; hanno stomi disposti in due  bande bianche nella faccia inferiore. Arrangiate a spirale e rivolte all'insù nella parte terminale dei virgulti, sono disposte a pettine in due linee laterali nella parte iniziale. Le gemme sono ovoidali-coniche, ricoperte di resina bianca, con perule triangolari di colore giallo-marrone chiaro.

### Fiori
Gli strobili maschili sono ascellari, oblungo-cilindrici, lunghi circa 20 mm, gialli con microsporofilli rossi.

### Frutti
I coni femminili, inizialmente verdi o verdi-giallastri, marroni-scuri a maturazione, sono cilindrici-ellipsoidali, lunghi 7-12 cm e larghi fino a 3,5-4,5 cm, con ascelle persistenti; hanno peduncoli lunghi fino a 10 mm. Le scaglie sono a forma di trapezio, flabellate, raramente anche reniformi, lunghe 2,3-2,5 cm e larghe 3-3,3 cm. Le loro brattee sono lunghe 21-23 mm, con punta a cuspide. I semi sono di forma quasi triangolare, lunghi circa 10 mm, di colore porpora-grigio, con parte alare a forma di ascia; maturano in autunno.

### Corteccia
Inizialmente liscia e grigia, con il passare del tempo diviene irregolarmente scanalata e rugosa, di colore grigio pallido.

## Distribuzione e habitat
Cresce a quote montane intorno ai 1650-1750 m in un clima fresco e molto umido (2100-2400 mm) con temperatura media annua di 9-12 °C e minime invernali di -10 °C; l'inverno è molto nevoso e dura 4-5 mesi. Condivide il suo habitat con altre conifere in foreste miste dominate dalle caducifoglie. A quote superiori viene sostituita da Abies yuanbaoshanensis nello Yuanbao Shan.

## Conservazione
È una specie con areale molto frammentato, presente in sole quattro località sottoposte a rischio di degrado dell'ecosistema a causa principalmente di specie animali che si foraggiano con le giovani piante. La popolazione totale è stimata in 2000 esemplari ma la sub-popolazione più numerosa non ne annovera più di 250. Viene pertanto classificata come Specie in pericolo (Endangered in inglese) nella Lista rossa IUCN.